# Nowochwastów
Nowochwastów (ukr. Новофастів) – wieś na Podolu, w rejonie pohrebyszczeńskim obwodu winnickiego.

## Linki zewnętrzne

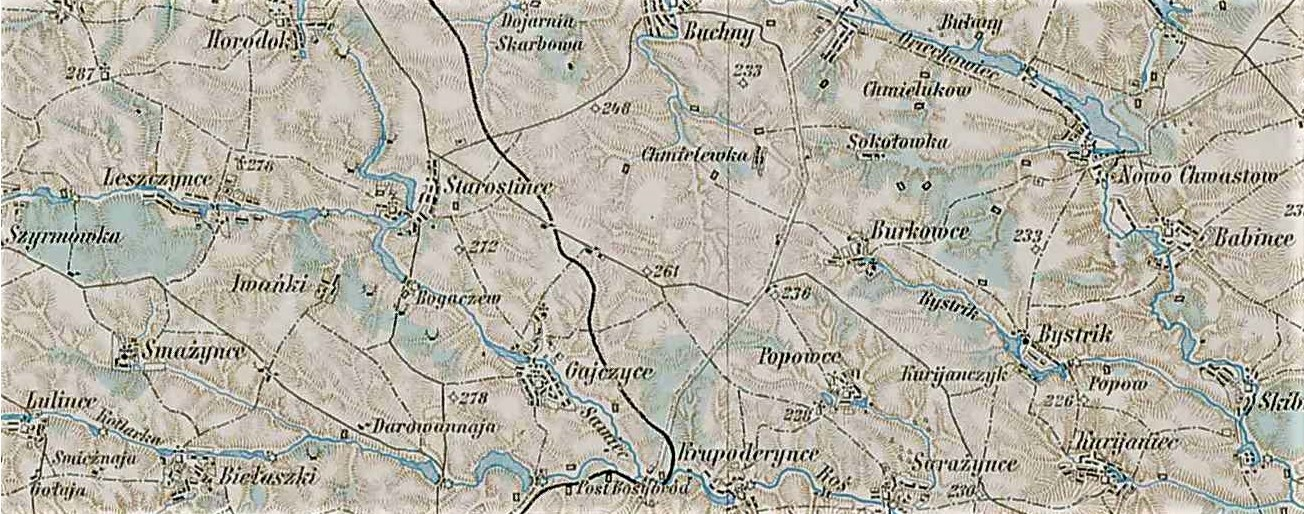
Na mapie z 1910 r.